# Луксембург на Европском првенству у атлетици у дворани 2017.
Луксембург је учествовао на 34. Европском првенству у дворани 2017 одржаном у Београду, Србија, од 3. до 5. марта. Ово је било једанаесто европско првенство у дворани од 1974. године од када је Луксембург први пут учествовао. Репрезентацију Луксембурга представљала су 2 такмичара (1 мушкарац и 1 жена) који су се такмичили у 2 дисциплине.
На овом првенству представници Луксембурга нису освојили ниједну медаљу нити су остварили неки резултат.

## Учесници
| Мушкарци: - Боб Бертемес — Бацање кугле | Жене: - Шарлин Матијас — 800 м |  |

## Резултати

### Мушкарци
| Атлетичар    | Дисциплина   | Лични рекорд | Квалификације | Квалификације | Полуфинале | Полуфинале | Финале               | Финале  | Детаљи |
| Атлетичар    | Дисциплина   | Лични рекорд | Резултат      | Место         | Резултат   | Место      | Резултат             | Место   | Детаљи |
| ------------ | ------------ | ------------ | ------------- | ------------- | ---------- | ---------- | -------------------- | ------- | ------ |
| Боб Бертемес | Бацање кугле | 20,63 НР     | 19,47         | 16.           |            |            | Није се квалификовао | 16 / 23 |        |

### Жене
| Атлетичарка    | Дисциплина | Лични рекорд | Квалификације | Квалификације | Полуфинале | Полуфинале | Финале                | Финале  | Детаљи |
| Атлетичарка    | Дисциплина | Лични рекорд | Резултат      | Место         | Резултат   | Место      | Резултат              | Место   | Детаљи |
| -------------- | ---------- | ------------ | ------------- | ------------- | ---------- | ---------- | --------------------- | ------- | ------ |
| Шарлин Матијас | 800 м      | 2:04,32 НР   | 2:04,82 кв    | 4. у гр. 4    | 2:05,93    | 5. у гр. 4 | Није се квалификовала | 10 / 19 |        |